# Prenanthes yakoensis
Prenanthes yakoensis là một loài thực vật có hoa trong họ Cúc. Loài này được Jeffrey miêu tả khoa học đầu tiên năm 1912.